# Школьников, Роман Александрович
Роман Александрович Школьников (1911—1986) — советский украинский спортсмен, тренер по самбо, заслуженный тренер УССР (1971).

## Биография
Родился в семье кузнеца, работать начал с 12-летнего возраста курьером в Ростовской фотохромолитографии, впоследствии литографистом.
В 1927 году стал чемпионом и рекордсменом Северо-Кавказского края в беге на 100 метров. Был одним из лучших баскетболистов сборной УССР довоенного периода. Пятикратный чемпион УССР по прыжкам на лыжах с трамплина, четырёхкратный в лыжном слаломе.
В 1929 году проходил подготовительные курсы, в 1930 году поступил в Московский институт физической культуры, окончил в 1933 году, его учил Василий Ощепков.
В 1932 году разработал комплект формы для борцов, куртку с поясом, ботинки на мягкой подошве.
Направлен в УССР, работал тренером в Харькове — на кафедре защиты и нападения Украинского института физической культуры, преподавал также лыжный спорт, регби, бейсбол, баскетбол; впоследствии в Киеве. В 1939 году провёл первый чемпионат УССР по самбо.
Участник Великой Отечественной войны, в 1941 году был направлен на Юго-Западный фронт. Утверждал, что немцы испытывали большие проблемы с ним и его воспитанниками в боях под Киевом. В одном из интервью Школьников заявил, что его ученик, самбист Иван Михайлов так наводил страх на немцев, что они кричали: «Гросс Иван! Гросс Иван!» (большой Иван). В ходе войны Школьников был ранен в ногу. Затем после лечения в госпиталях оказался на Северо-Кавказском фронте, где отвечал за подготовку разведчиков-подводников. При этом правая нога почти не действовала, передвигался с помощью костыля или палки. По её окончании вернулся в Харьковский институт физкультуры и продолжил тренировать и выступать на соревнованиях.
В последний раз поднялся на республиканский пьедестал почёта в 1963 году — в возрасте 52 лет.
Воспитал ряд спортсменов-самбистов, чем способствовал развитию этого спорта на Украине. Наиболее успешный ученик — Николай Козицкий.